# Betin Güneş
Betin Güneş (* 1957 in Istanbul) ist ein türkischer Komponist, Dirigent und Pianist klassischer Musik, der in Deutschland tätig ist.

## Werk
Mitte der 1980er Jahre wirkte er auch an einem deutschsprachigen Rockmusikprojekt türkischer Künstler in Deutschland (Die Kanaken) mit.
Ab 1988 war Güneş dann u. a. Leiter des Kölner Symphonieorchesters und des Kammermusikensembles Mondial. Unter dem Namen Störche über dem Bosporus fand im Mai 2005 ein türkisch-deutsches Konzert statt mit dem Ensemble Mondial und dem Ensemble Yusuf von Ulrich Klan. Zusammen mit Salih Yiğit war er gleichsam Gründer des philharmonischen Mondials, das er ab 1999 leitete.
Güneşs Kompositionen aus dem Bereich der elektronischen Musik wurden mehrfach ausgezeichnet.
Der Komponist und Pianist veröffentlichte ungefähr ein Dutzend CDs und war Teilnehmer an internationalen Konzertereignissen.
Zu seinem Werk zählen neben der elektronischen Musik zehn Symphonien, Kammermusiken und Konzerte, sowie Klaviersolostücke.
In jüngerer Zeit moderierte Betin Güneş eine unterhaltsam aufbereitete Sendereihe zur klassischen Musik Kunsttempel bei dem deutschtürkischen Fernsehsender Türk Show.

## Weblink
- Homepage von Betin Güneş

| Personendaten    | Personendaten                              |
| ---------------- | ------------------------------------------ |
| NAME             | Güneş, Betin                               |
| KURZBESCHREIBUNG | türkischer Komponist, Dirigent und Pianist |
| GEBURTSDATUM     | 1957                                       |
| GEBURTSORT       | Istanbul                                   |